# Челябинская ТЭЦ-3
Челябинская ТЭЦ-3 — теплоэлектроцентраль (разновидность тепловой электростанции), расположенная на Северо-востоке города Челябинска. Входит в состав ПАО «Форвард Энерго» (ранее — ТГК-10, ПАО "Фортум")..

## Описание
Челябинская ТЭЦ-3 размещена в северо-восточной части города Челябинска, в Тракторозаводском районе (на северном берегу озера Первое). Занимаемая территория: 62,3 Га. 
Первый энергоблок ЧТЭЦ-3 мощностью 180 МВт введен в эксплуатацию 1 апреля 1996 года. В декабре 2006 года запущен второй аналогичный энергоблок, в июне 2011 года - третий, парогазовый блок электрической мощностью 216,3 МВт.
100% топливного баланса станции составляет природный газ.
Установленная мощность: электрическая – 593 МВт, тепловая – 1307 МВт.
На ЧТЭЦ-3 установлено следующее оборудование:
- 3 энергетических блока, два паровых и один парогазовый
- 2 паровых котла;
- 3 пиковых водогрейных котла.

## Перечень основного оборудования
| Агрегат                                     | Тип                                | Изготовитель                                     | Количество | Ввод в эксплуатацию | Основные характеристики | Основные характеристики | Источники |
| Агрегат                                     | Тип                                | Изготовитель                                     | Количество | Ввод в эксплуатацию | Параметр                | Значение                | Источники |
| ------------------------------------------- | ---------------------------------- | ------------------------------------------------ | ---------- | ------------------- | ----------------------- | ----------------------- | --------- |
| Оборудование паротурбинных установок        |                                    |                                                  |            |                     |                         |                         |           |
| Паровой котёл                               | ТПГЕ-215 (Еп-670-13,8-545ГКТ)      | Таганрогский котельный завод «Красный котельщик» | 2          | 1996 г. 2006 г.     | Топливо                 | газ                     | [ 1 ]     |
| Паровой котёл                               | ТПГЕ-215 (Еп-670-13,8-545ГКТ)      | Таганрогский котельный завод «Красный котельщик» | 2          | 1996 г. 2006 г.     | Производительность      | 670 т/ч                 | [ 1 ]     |
| Паровой котёл                               | ТПГЕ-215 (Еп-670-13,8-545ГКТ)      | Таганрогский котельный завод «Красный котельщик» | 2          | 1996 г. 2006 г.     | Параметры пара          | 140 кгс/см2, 545 °С     | [ 1 ]     |
| Паровая турбина                             | Т-180/210-130-1                    | Ленинградский металлический завод                | 2          | 1996 г. 2006 г.     | Установленная мощность  | 180 МВт                 | [ 1 ]     |
| Паровая турбина                             | Т-180/210-130-1                    | Ленинградский металлический завод                | 2          | 1996 г. 2006 г.     | Тепловая нагрузка       | 260 Гкал/ч              | [ 1 ]     |
| Водогрейное оборудование                    |                                    |                                                  |            |                     |                         |                         |           |
| Водогрейный котел                           | ПТВМ-180                           | Барнаульский котельный завод                     | 2          | 1983 г.             | Топливо                 | газ                     | [ 1 ]     |
| Водогрейный котел                           | ПТВМ-180                           | Барнаульский котельный завод                     | 2          | 1983 г.             | Тепловая мощность       | 180 Гкал/ч              | [ 1 ]     |
| Водогрейный котел                           | КВ-ГМ-180-150-2                    | Барнаульский котельный завод                     | 1          | 1989 г.             | Топливо                 | газ                     | [ 1 ]     |
| Водогрейный котел                           | КВ-ГМ-180-150-2                    | Барнаульский котельный завод                     | 1          | 1989 г.             | Тепловая мощность       | 180 Гкал/ч              | [ 1 ]     |
| Паровой котёл                               | ДЕ-25-14                           | Бийский котельный завод                          | 1          | 1983 г.             | Топливо                 | газ                     | [ 1 ]     |
| Паровой котёл                               | ДЕ-25-14                           | Бийский котельный завод                          | 1          | 1983 г.             | Производительность      | 25 т/ч                  | [ 1 ]     |
| Паровой котёл                               | ДЕ-25-14                           | Бийский котельный завод                          | 1          | 1983 г.             | Параметры пара          | 14 кгс/см2, 225 °С      | [ 1 ]     |
| Оборудование парогазовой установки ПГУ-230Т |                                    |                                                  |            |                     |                         |                         |           |
| Газовая турбина                             | ГТЭ-160                            | Силовые машины (по лицензии Siemens)             | 1          | 2011 г.             | Топливо                 | газ                     | [ 1 ]     |
| Газовая турбина                             | ГТЭ-160                            | Силовые машины (по лицензии Siemens)             | 1          | 2011 г.             | Установленная мощность  | 170 МВт                 | [ 1 ]     |
| Газовая турбина                             | ГТЭ-160                            | Силовые машины (по лицензии Siemens)             | 1          | 2011 г.             | tвыхлопа                | 537 °C                  | [ 1 ]     |
| Котёл-утилизатор                            | П-134 (Пр-224/52-7,6/0,58-503/202) | «ЗиО-Подольск»                                   | 1          | 2011 г.             | Производительность      | 224 т/ч                 | [ 1 ]     |
| Котёл-утилизатор                            | П-134 (Пр-224/52-7,6/0,58-503/202) | «ЗиО-Подольск»                                   | 1          | 2011 г.             | Параметры пара          | 75 кгс/см2, 503 °С      | [ 1 ]     |
| Котёл-утилизатор                            | П-134 (Пр-224/52-7,6/0,58-503/202) | «ЗиО-Подольск»                                   | 1          | 2011 г.             | Тепловая мощность       | 0 Гкал/ч                | [ 1 ]     |
| Паровая турбина                             | Т-60/70-6,8/0,12                   | Калужский турбинный завод                        | 1          | 2011 г.             | Установленная мощность  | 63 МВт                  | [ 1 ]     |
| Паровая турбина                             | Т-60/70-6,8/0,12                   | Калужский турбинный завод                        | 1          | 2011 г.             | Тепловая нагрузка       | 47,8 Гкал/ч             | [ 1 ]     |